# Ga Dorasan
Ga Dorasan (Tiếng Hàn: 도라산역, Hanja: 都羅山驛) là ga đường sắt nằm trên Tuyến Gyeongui,  từng nối Bắc Triều Tiên và Hàn Quốc và sau đó đã được khôi phục. Ga Dorasan nằm cách ranh giới phía nam của Khu phi quân sự Triều Tiên khoảng 650 mét (710 thước Anh) và hiện là ga cuối phía bắc của Tuyến Gyeongui-Jungang của Korail, được phục vụ bởi Dịch vụ Đưa đón đến Ga Imjingang. Phía bắc của đây, tuyến Gyeongui cũ tiếp tục làTuyến P'yŏngbu thuộc Đường sắt nhà nước Triều Tiên nhưng kết nối này không hoạt động thường xuyên. Mục đích hiện tại của nhà ga phần lớn là tượng trưng cho hy vọng về sự thống nhất của Triều Tiên.

## Lịch sử
Vào ngày 11 tháng 12 năm 2007, các chuyến tàu chở hàng bắt đầu đi về phía bắc qua ga Dorasan đến Triều Tiên, đưa nguyên liệu đến Khu công nghiệp Kaesong và quay trở lại với hàng hóa thành phẩm. Nó được lên kế hoạch thực hiện một chuyến đi 16 km (9,9 mi) mỗi ngày trong tuần.
Tuy nhiên, vào ngày 1 tháng 12 năm 2008, chính phủ Triều Tiên đã đóng cửa cửa khẩu sau khi cáo buộc Hàn Quốc có chính sách đối đầu.  Điều này trùng hợp với cuộc bầu cử lập pháp Hàn Quốc năm 2008 và sự thay đổi đối với một chính phủ bảo thủ hơn. Sau đó, nó được mở và đóng lại nhiều lần, với lần mở cửa trở lại gần đây nhất là vào ngày 16 tháng 9 năm 2013.
Vào ngày 11 tháng 12 năm 2021, dịch vụ đưa đón Tuyến Gyeongui-Jungang dài 3,7 km mới giữa Ga Imjingang và Ga Dorasan bắt đầu hoạt động. Dịch vụ này chỉ hoạt động một lần vào cuối tuần và ngày lễ.

## Bố trí ga
| ↑ Panmun    | ↑ Panmun | ↑ Panmun | ↑ Panmun | ↑ Panmun | ↑ Panmun | ↑ Panmun | ↑ Panmun | ↑ Panmun | ↑ Panmun | ↑ Panmun | ↑ Panmun | Sảnh |
| \|          | ５       | ４       | \|       | →        | \|       | ３       | ２       | \|       | \|       | \|       | １       | Sảnh |
| \|          | ５       | ４       | \|       | →        | \|       | ３       | ２       | \|       | \|       | \|       | １       | Sảnh |
| Imjingang ↓ |          |          |          |          |          |          |          |          |          |          |          | Sảnh |

| 1 | ● Tuyến Gyeongui–Jungang | Tàu thăm quan    | → Hướng đi Imjingang · Munsan →                               |
| 1 | Tuyến Gyeongui           | DMZ-Train        | → Hướng đi Imjingang · Uncheon · Munsan · Seoul · Yongsan →   |
| 2 | Tuyến Gyeongui           | Tuyến trong nước | → Hướng đi Munsan · Seoul · Daejeon · Dongdaegu · Busan →     |
| 3 | Tuyến Pyeongbu           | Tuyến trong nước | ← Hướng đi Kaesong · Sariwon · Pyeongyang · Chongju · Sinuiju |
| 4 | Tuyến Gyeongui           | Tuyến ngoài nước | → Hướng đi Munsan · Seoul · Daejeon · Dongdaegu · Busan →     |
| 5 | Tuyến Pyeongbu           | Tuyến ngoài nước | ← Hướng đi Pyeongyang · Bắc Kinh · Moskva · Helsinki · Lisbon |

Không có cửa chắn sân ga trên các sân ga trên Tuyến Gyeongui–Jungang, chỉ có hàng rào an toàn được lắp đặt. Có vẻ như nó không được cài đặt vì nó nằm trong Đường kiểm soát dân sự, sự giám sát của quân đội và cảnh sát rất kỹ lưỡng, và số lần hoạt động chỉ có một lần vào cuối tuần và ngày lễ. Vì nó không phải là nhà ga chính thức được khai trương như một tàu điện ngầm trong khu vực đô thị nên không cần phải lắp đặt nó. Hiện tại, đây là ga đường sắt đô thị cuối cùng được mở mà không có cửa chắn trên tất cả các sân ga.
Ga tiếp theo trên đường phía bắc là Ga Panmun, nhưng bảng tên ga cho biết ga tiếp theo là Ga Gaeseong. Điều tương tự cũng xảy ra với các sân ga của Tuyến Gyeongui-Jungang. Điều này dường như là do không có sân ga hành khách tại Ga Panmun, Ga Bongdong và Ga Sonha. Sân ga 4 và 5 theo hướng Triều Tiên bị chặn bởi một bức tường cách âm acrylic phía sau sân ga 2 và 3, và không có tuyến xe điện nào được lắp đặt.

## Dịch vụ tàu
Nhà ga hiện được phục vụ bởi bốn chuyến tàu hàng ngày từ Seoul, được sử dụng chủ yếu bởi khách du lịch.

## Thư viện

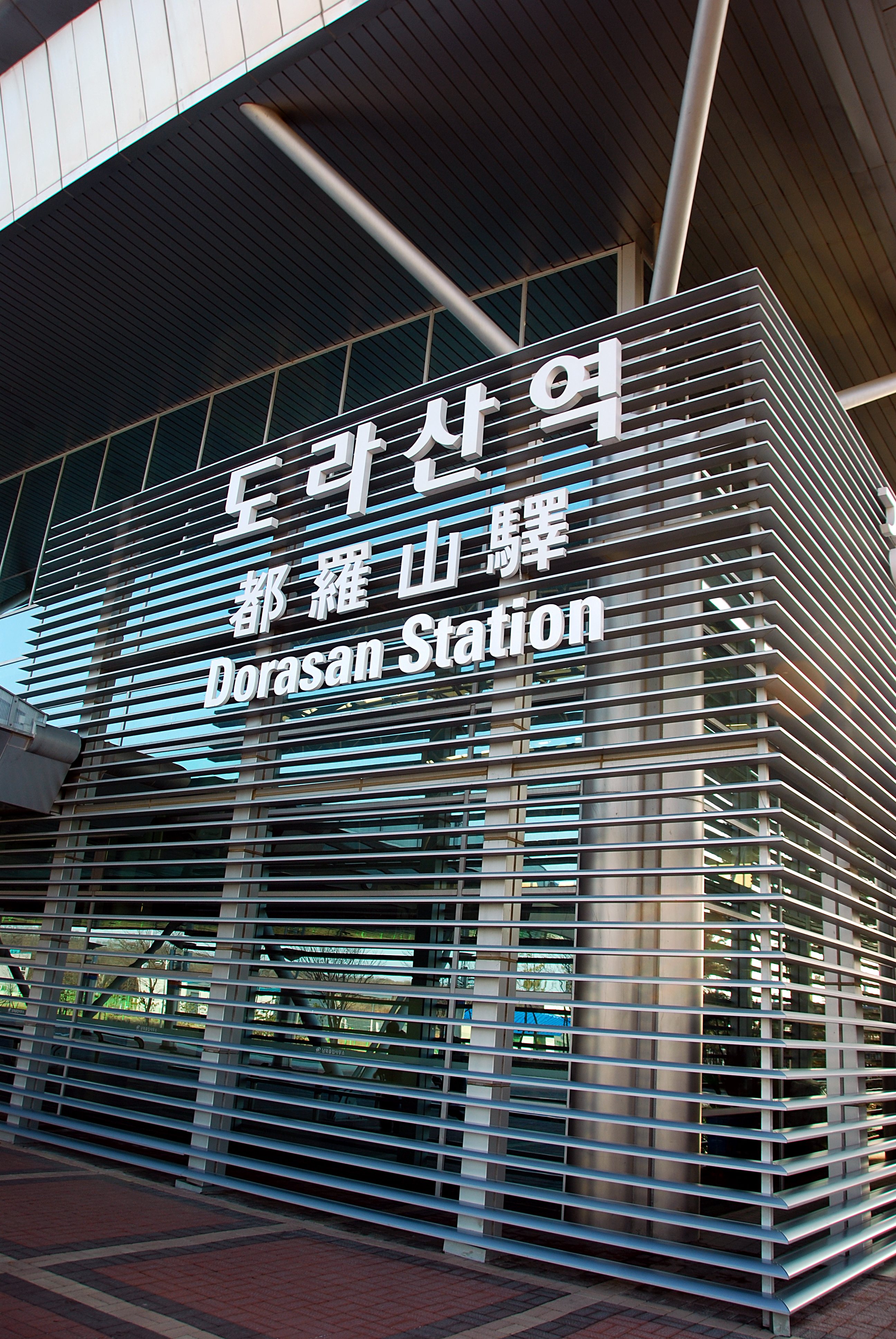
Bên ngoài ga Dorasan
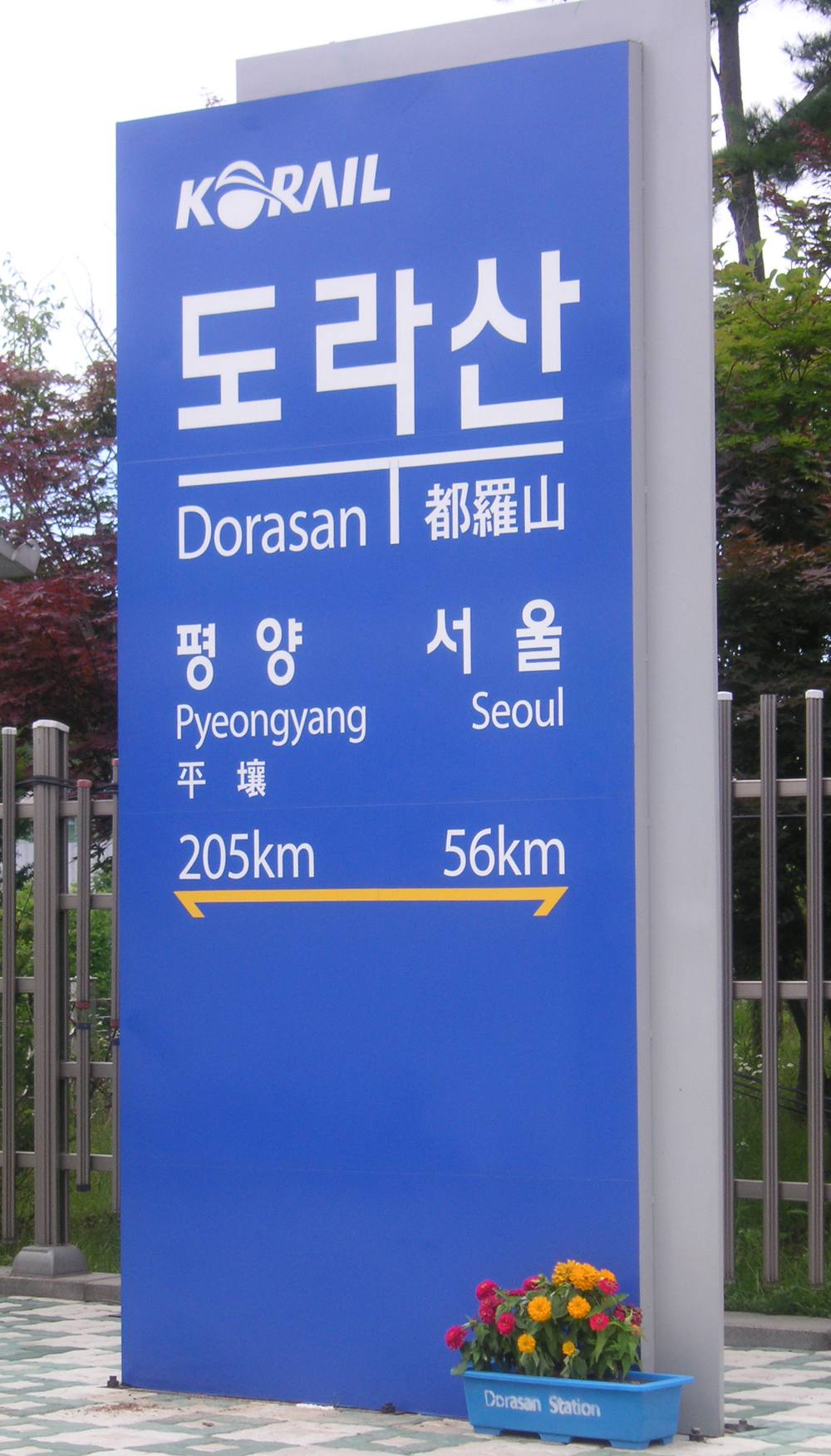
Biển chỉ dẫn hướng tại ga Dorasan
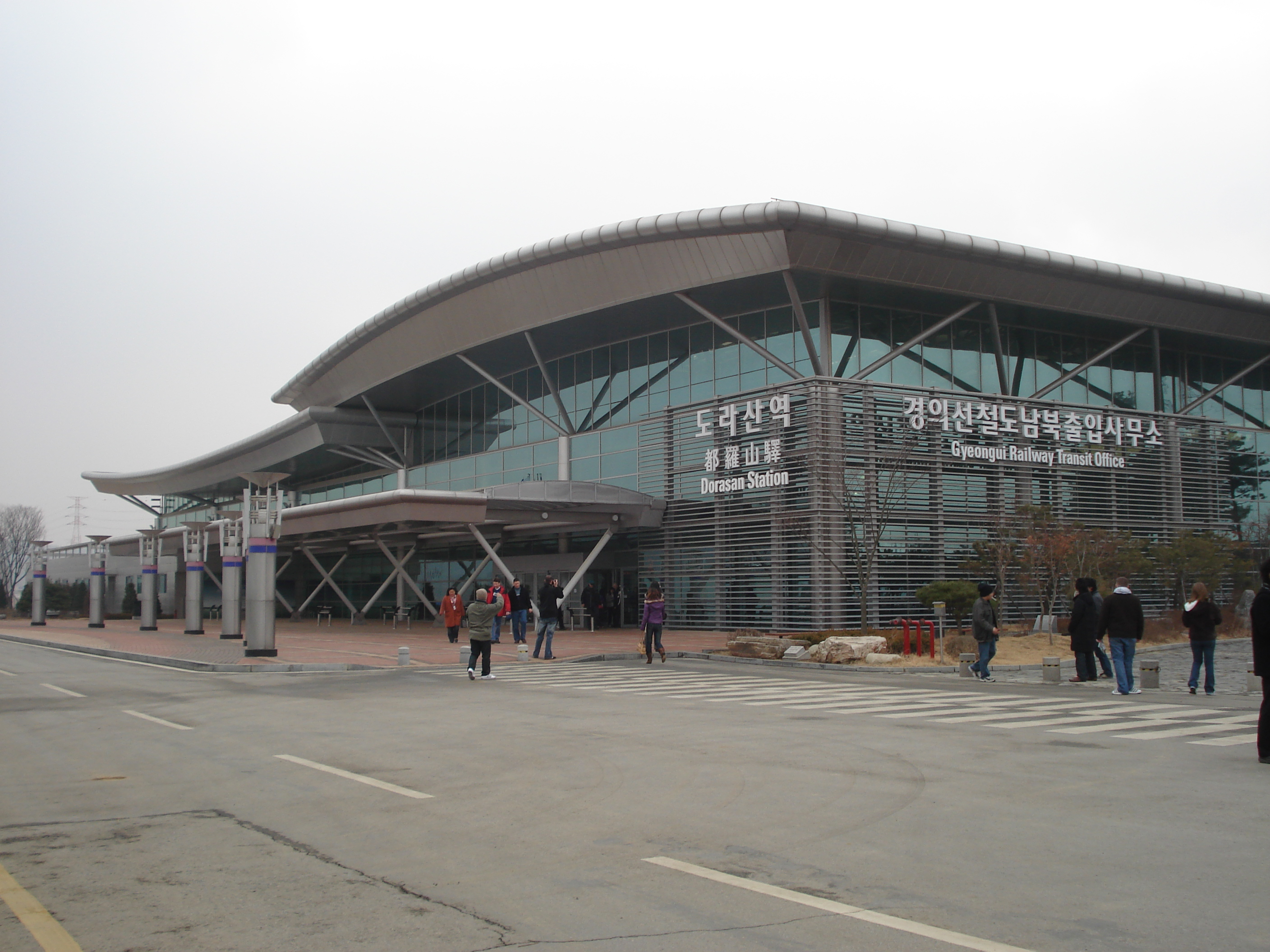
Quang cảnh từ bãi đậu xe của ga Dorasan
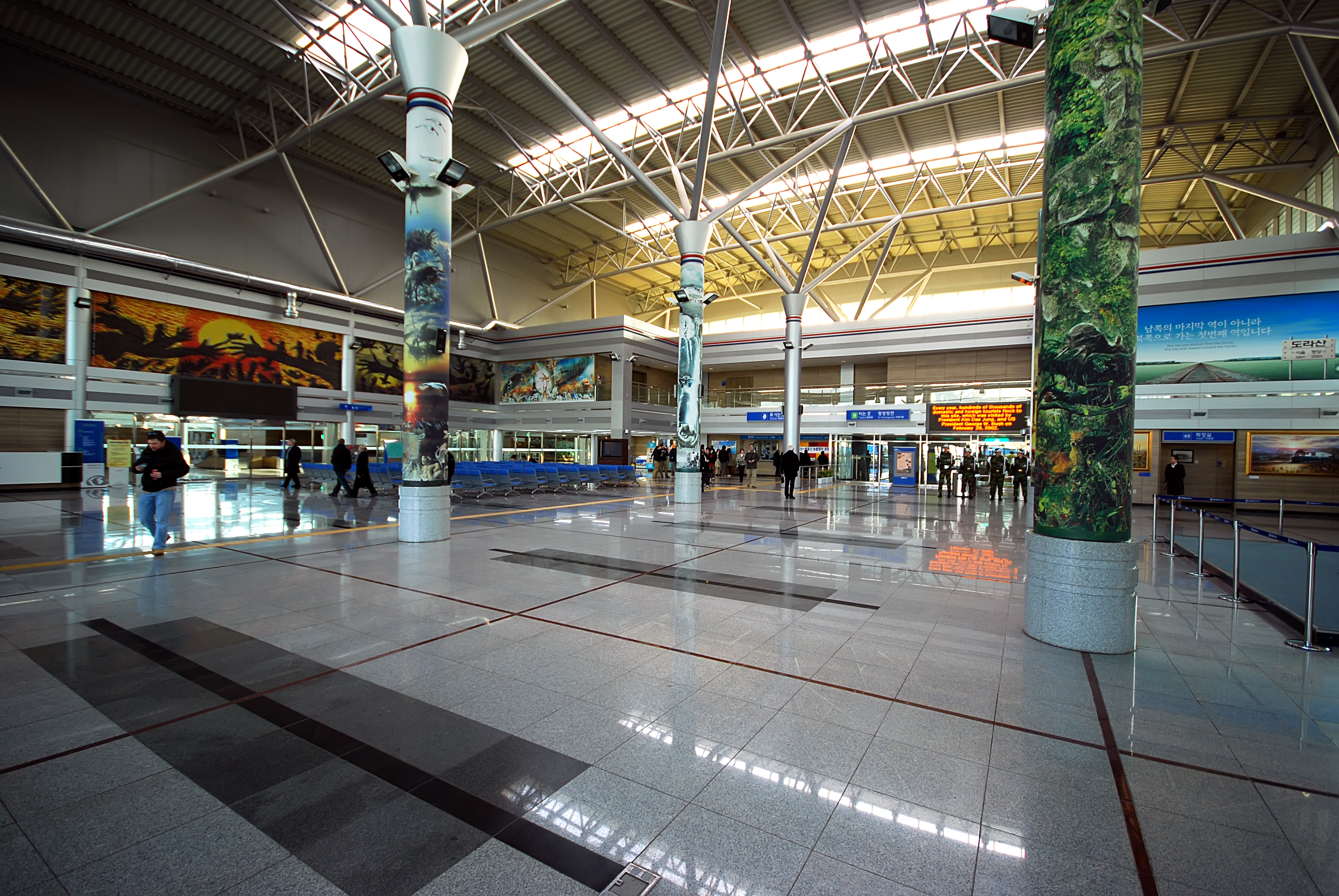
Bên trong ga Dorasan
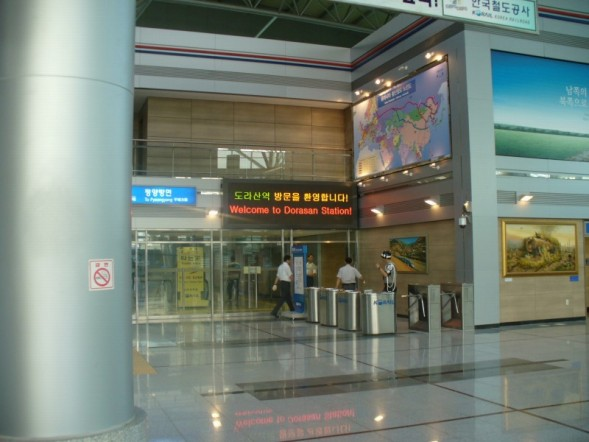
Cổng vào sân ga
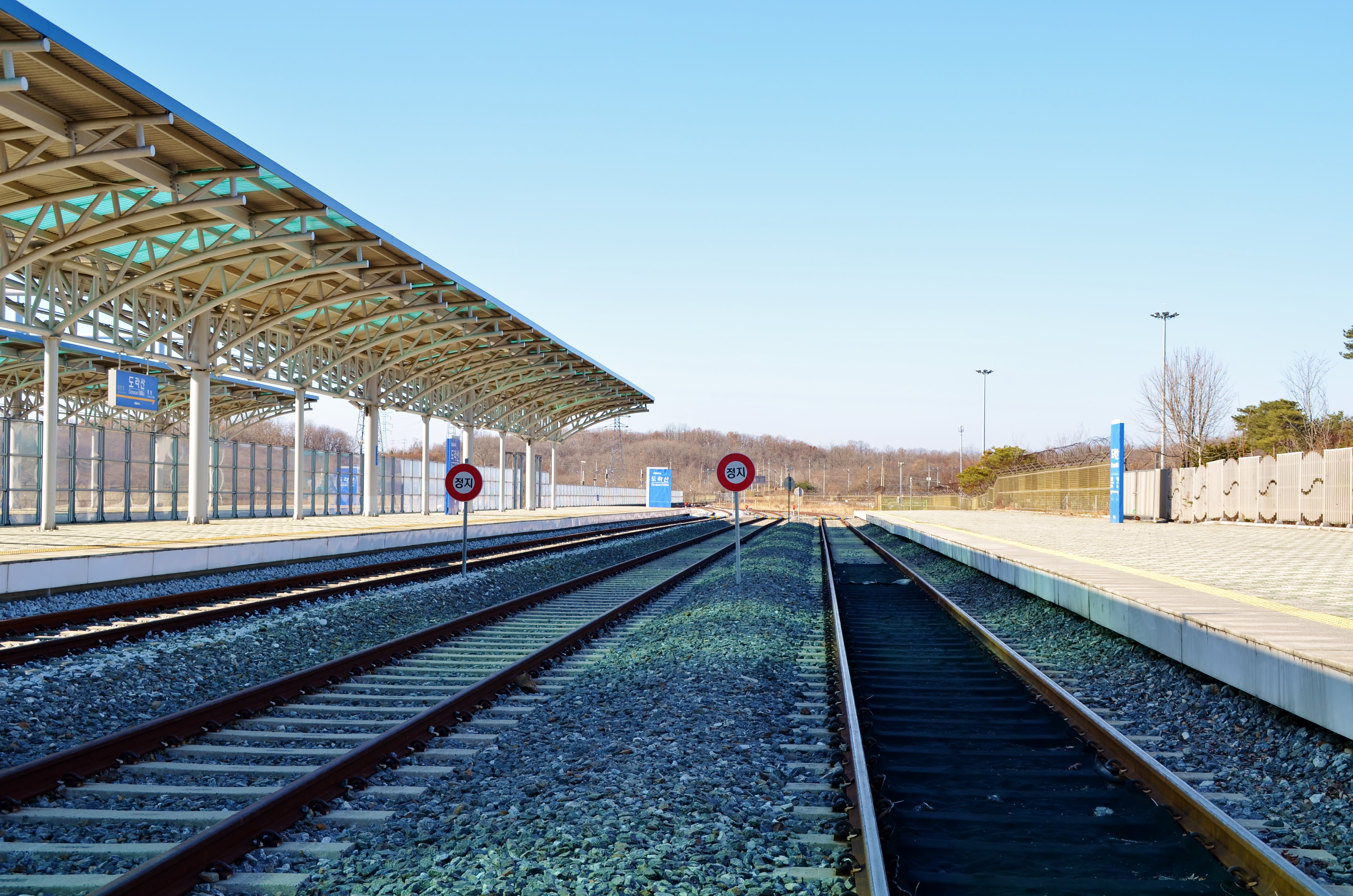
Đường ray Tuyến P'yŏngbu có thể đưa tàu đến Bình Nhưỡng
Bức ảnh chụp Tổng thống Mỹ George W. Bush và Tổng thống Hàn Quốc Kim Dae-jung đến thăm nhà ga DorasanBức ảnh chụp Tổng thống Mỹ George W. Bush và Tổng thống Hàn Quốc Kim Dae-jung đến thăm nhà ga Dorasan
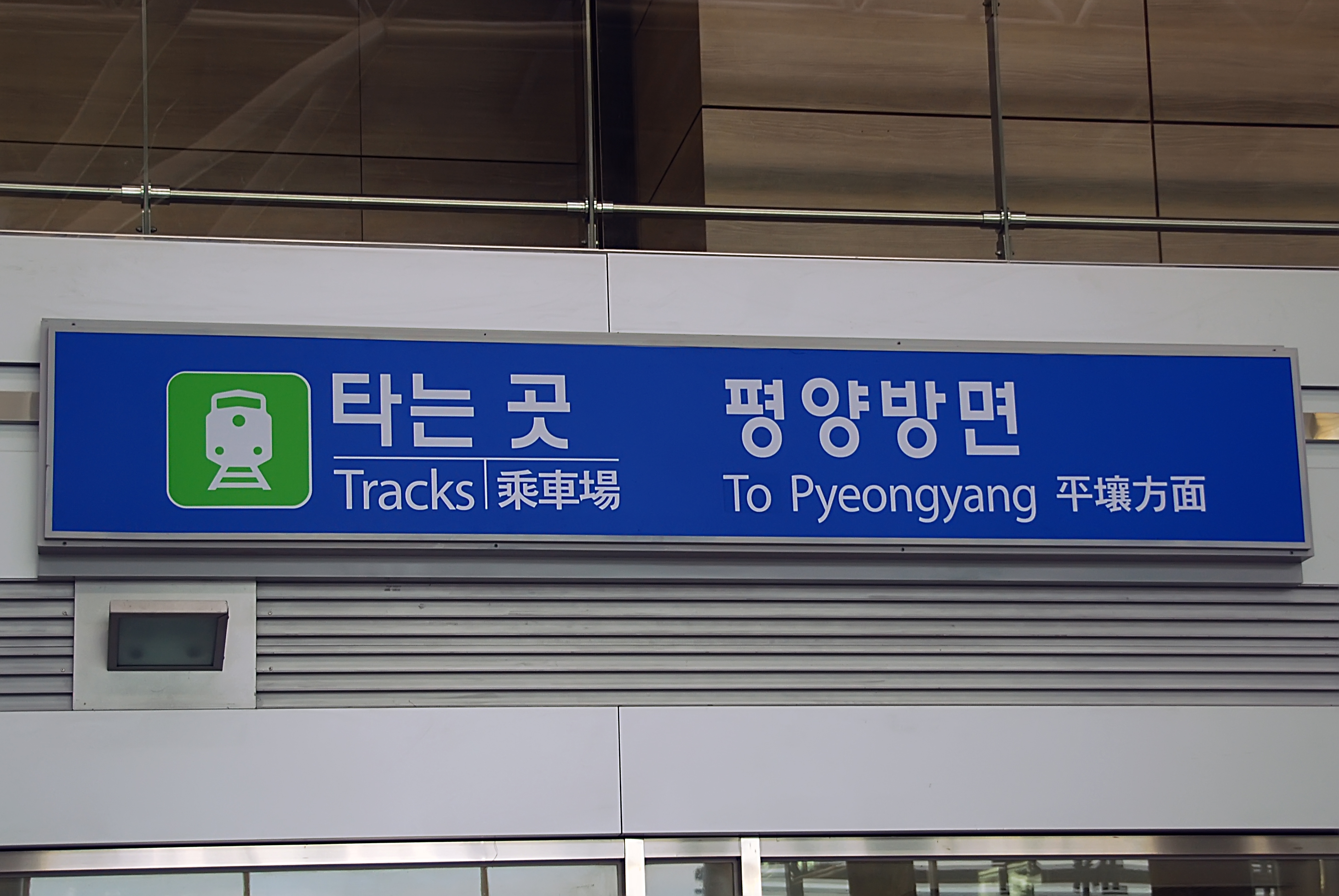
Biển báo Pyeongyang ở ga Dorasan. Lưu ý tên thủ đô của Triều Tiên được viết bằng phương ngữ miền Nam.
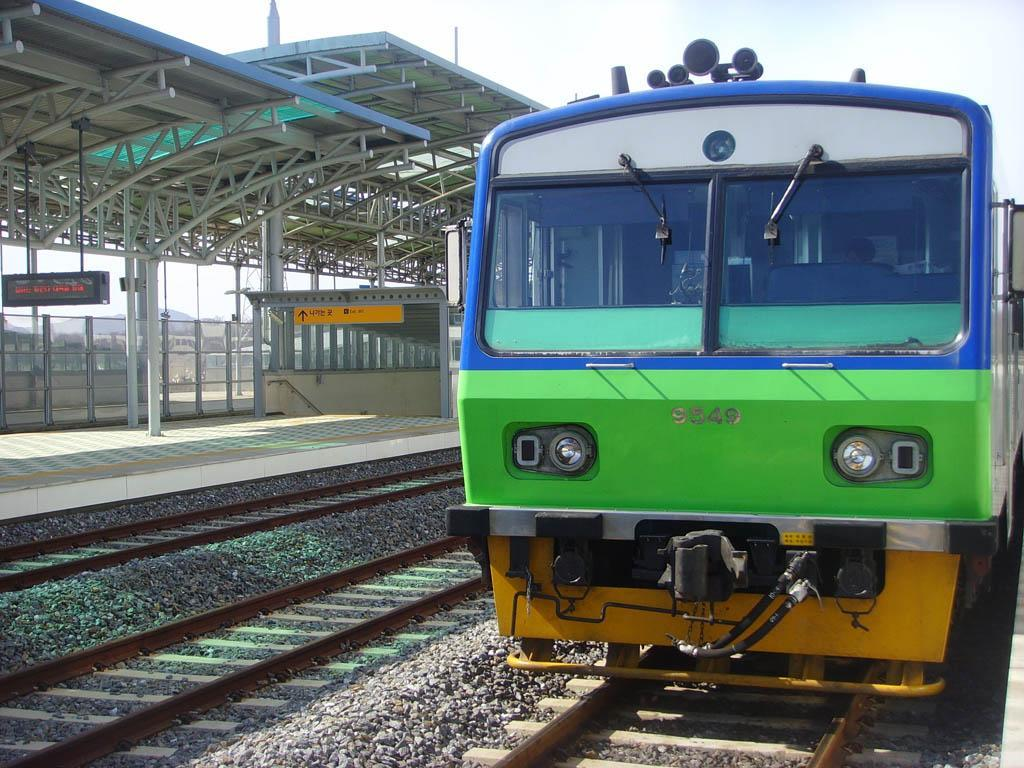
Tàu đi lại Tonggeun
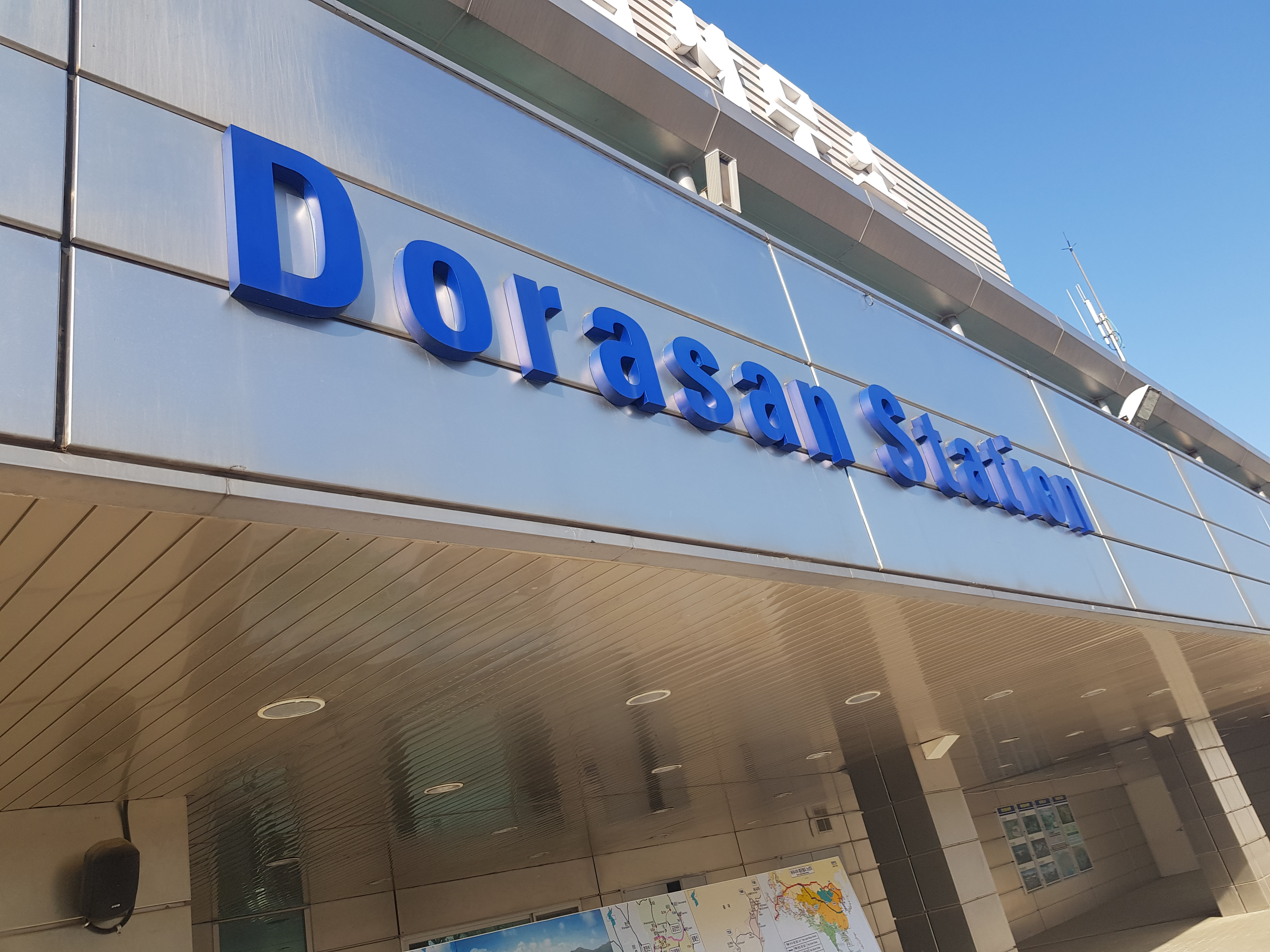
Lối vào ga Dorasan
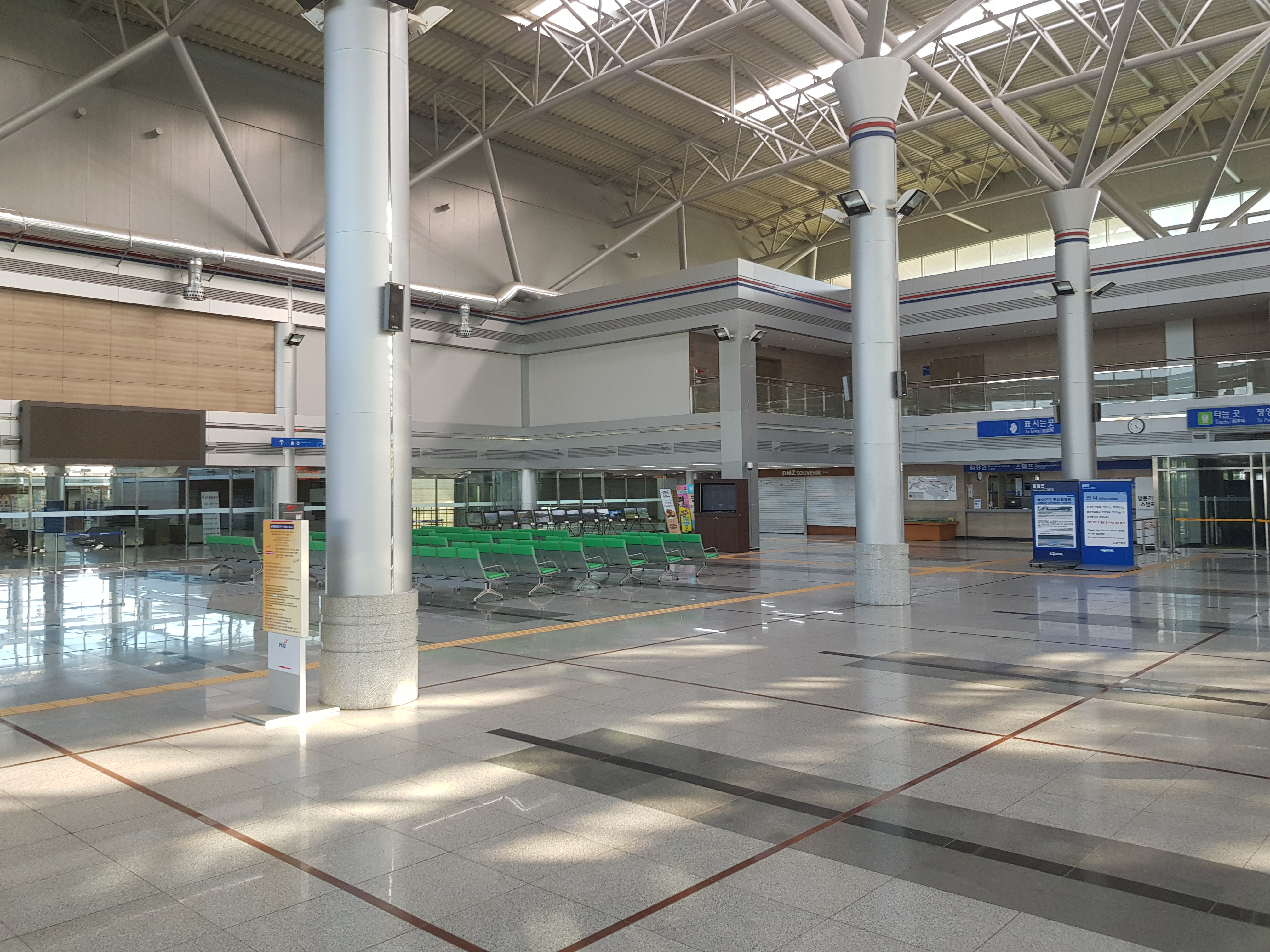
Sảnh ga Dorasan
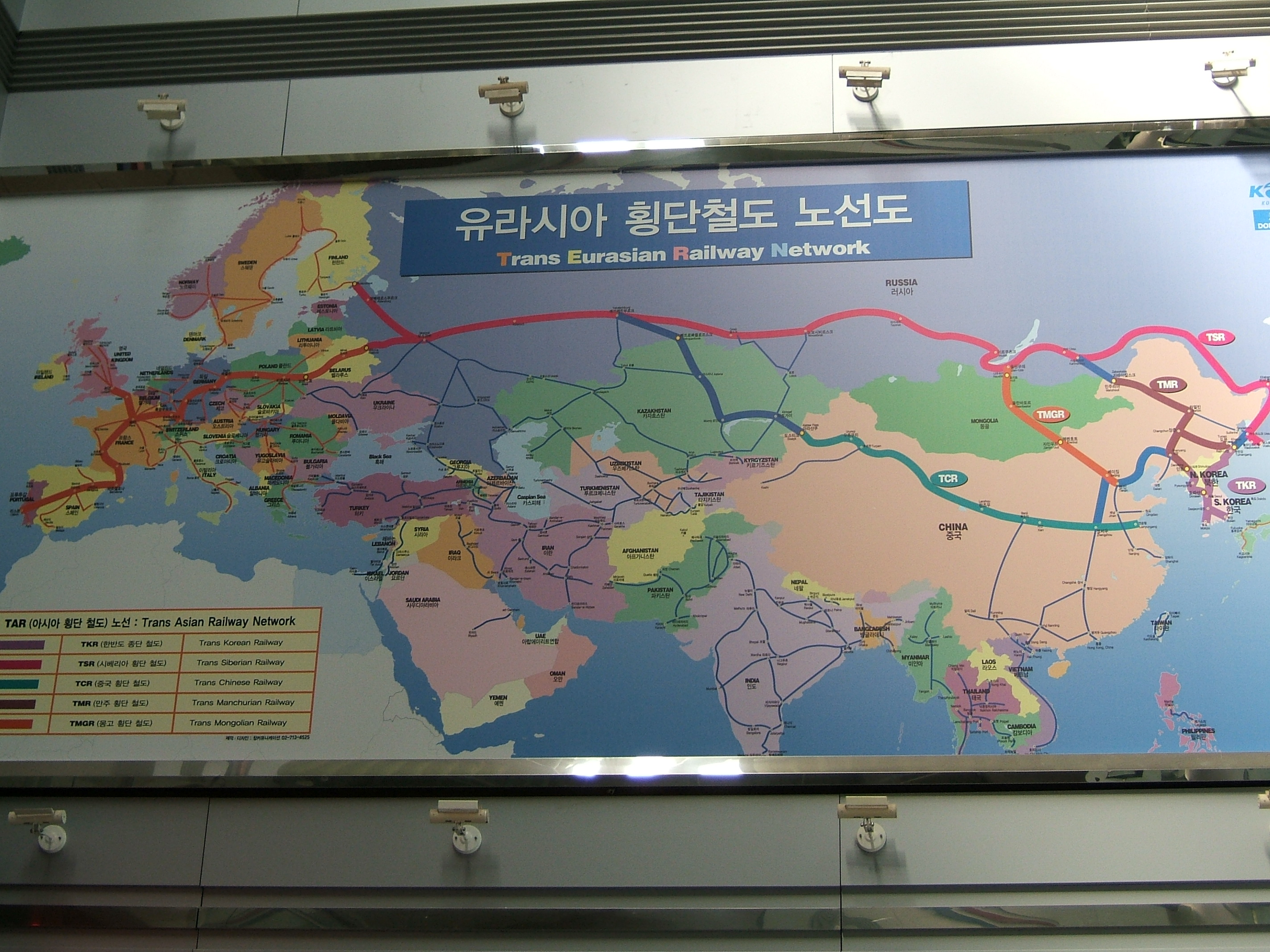
Bản đồ mạng lưới đường sắt Á-Âu sau khi Triều Tiên thống nhất ở ga Dorasan